# Helga Paschke

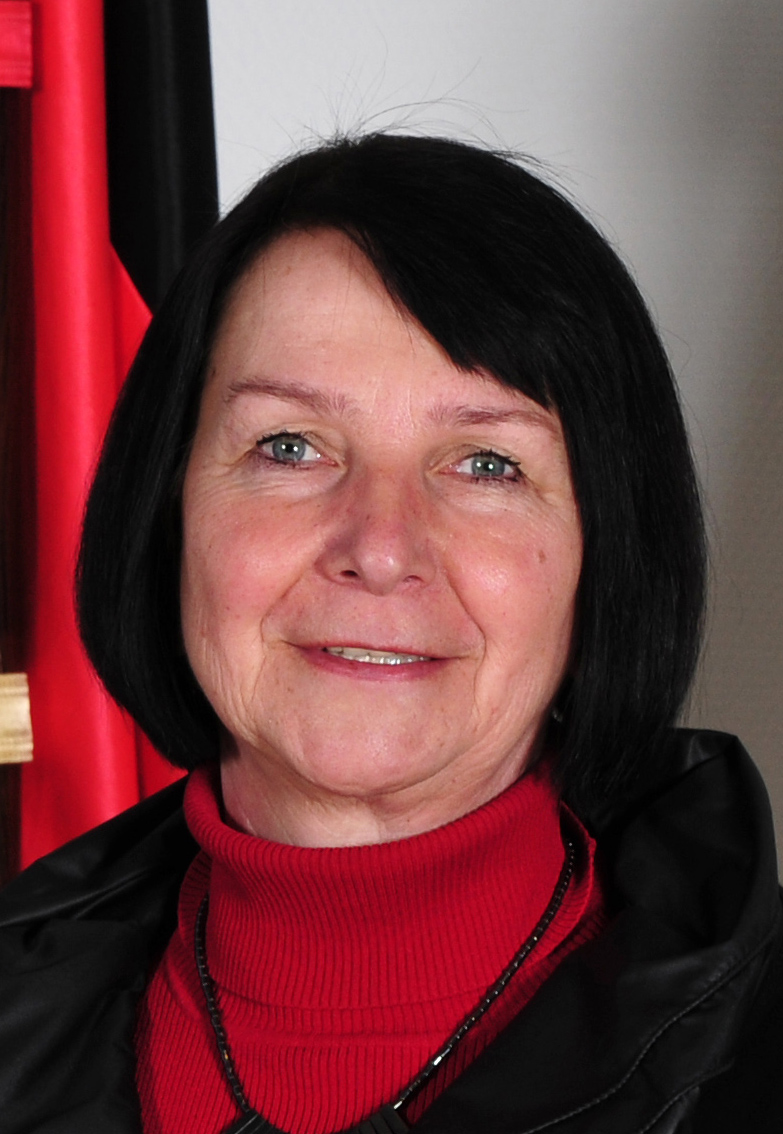
Helga Paschke 2012

 Helga Paschke (* 24. September 1953 in Storkow) ist eine deutsche Politikerin der Partei Die Linke.

## Leben
Nach dem Besuch der polytechnischen Oberschule (POS) war  Helga Paschke Physiotherapeutin, bevor sie 1985 einen Hochschulabschluss als Diplom-Gesellschaftswissenschaftlerin erwarb. 1987 promovierte sie zum Dr. phil. der Sozialpsychologie.
Von 1985 bis 1987 war sie zudem wissenschaftliche Assistentin an der Gewerkschaftshochschule, Lehrstuhl für Philosophie. Anschließend arbeitete sie von 1987 bis 1990 als Dozentin für Psychologie und Wissenschaftsmethodik am Militärwissenschaftlichen Institut.
Ab 1992 war sie schließlich als Dozentin für Erwachsenenbildung tätig, bevor sie von 1994 bis 1998 als Wahlkreismitarbeiterin aktiv war.
Sie ist konfessionslos, verheiratet und hat zwei Kinder.

## Partei
1972 trat sie in die SED ein und ist seit 1990 Mitglied der PDS bzw. heute der Partei Die Linke. Seit 1994 ist sie Mitglied im Kreisvorstand und in der Kreistagsfraktion Stendal. Daraufhin wurde sie von 1994 bis 1998 zudem Fraktionsvorsitzende der PDS-Kreistagsfraktion in Stendal.
Von  1994 bis 1999 war sie Gemeinderatsmitglied in Klietz. Paschke ist  seit 2006 Vorsitzende im Sozialausschuss des Kreistages Stendal.
Seit Beginn der 3. Wahlperiode (1998) ist sie Mitglied des Landtages Sachsen-Anhalt. Dort ist sie seit Mai 2002 auch als Vizepräsidentin des Landtages im Amt.
Zusätzlich ist sie Mitglied des Ausschusses für Inneres.